# Dewoitine D.500
El Dewoitine D.500 fue un caza monoplano y de construcción metálica diseñado por la compañía Société française aéronautique (Avions Dewoitine) SAF y empleado por el Armée de l'air durante la década de 1930. Desarrollado para cumplir con una especificación emitida por el Ministerio del Aire francés en 1930, el D.500 estaba destinado a ser un reemplazo más capaz del por entonces en servicio sesquiplano Nieuport-Delage NiD 62. Encargado  en noviembre de 1933 e introducido en su modelo inicial durante 1935, se convirtió así en el primer caza "moderno" francés, aunque pronto, se vio superado por una nueva generación de cazas técnicamente más avanzados como los Morane-Saulnier MS.406 y Dewoitine D.520 por los que fue reemplazado.
El diseño se desarrolló en diferentes variantes; en particular el D.510, que estaba propulsado con el más potente motor Hispano-Suiza 12Ycrs. Resultó ser un avión relativamente popular entre sus pilotos durante el período de entreguerras y, además de servir en unidades del Armée de l'air, la Aéronautique Navale francesa también adquirió una variante especializada, el D.501 para operaciones en portaaviones. Más allá de su uso en Francia, el modelo consiguió varias ventas de exportación, la República de China y Lituania y sometido a evaluaciones por parte de posibles e importantes clientes, como el Imperio del Japón, la Unión Soviética y el Reino Unido.
El D.500/D.501 entró en combate con varias fuerzas aéreas; durante la Guerra Civil Española, unos pocos ejemplares fueron operados por las Fuerzas Aéreas de la República Española ; también, fue volado por la Fuerza Aérea de la República de China contra los invasores japoneses durante la segunda guerra sino-japonesa . A finales de la década de 1930, el tipo empezó a ser reemplazado paulatinamente por una nueva generación de aviones de caza que, normalmente presentaban innovaciones adicionales como cabinas cerradas y trenes de aterrizaje retráctiles, e incluían al sucesor directo del diseño, el Dewoitine D.520 . A pesar de estar en gran medida obsoletos, tanto el D.501 como el D.510 fueron utilizados por el Armée de l'air durante los primeros meses de la II Guerra Mundial y un cierto número de ellos permaneció en uso hasta el final de la Batalla de Francia y la firma del Armisticio del 22 de junio de 1940 entre Francia y el III Reich alemán.

## Desarrollo
El origen del D.500 comienza a partir de la emisión de un requerimiento por parte del Ministerio del Aire francés en 1930 para un caza de la categoría C1. Varias compañías de aviación investigaron una respuesta al C1, incluido el fabricante aeronautico francés Société française aéronautique (Avions Dewoitine) - SAF, encabezado por Émile Dewoitine. El y su equipo diseñaron un monoplano interceptor totalmente metálico y presentaron su propuesta, denominada D.500 al Ministerio del Aire. El 19 de julio de 1932, el prototipo D.500.01 realizó su vuelo inaugural inicialmente propulsado por un motor Hispano-Suiza 12Nbrs . Durante noviembre de 1933, se encargó a la compañía Dewoitine un pedido inicial de 57 aviones de la variante inicial D.501 en nombre de la Fuerza Aérea francesa, para quienes el tipo iba a servir como reemplazo del sesquiplano Nieuport-Delage NiD 62/622. El 29 de noviembre de 1934, el primer D.500 de producción realizó su primer vuelo. 
En servicio, los aviones armados con un par de ametralladoras gemelas montadas en el morro fueron designados como D.500, mientras que aquellos, que además estaban armados con un cañón de 20 mm que disparaba a través del buje de la hélice recibieron la designación D.501. Quizás el derivado más significativo del tipo fue el D.510, cuya principal diferencia fue la adopción del mas potente motor Hispano-Suiza 12Ycrs,Tipo 77 moteur-canon: cañón Hispano-Suiza HS.404 cal. 20 mm instalado entre las bancadas de los cilindros, disparando a través del buje de la hélice y, con una potencia de 860 hp. Las mejoras menores incluyeron un morro ligeramente alargado, un aumento en la capacidad de combustible y una disposición refinada del tren de aterrizaje. Al finalizar la producción se habían construido por las firmas Dewoitine - y bajo licencia - Loire-Nieuport y Lioré et Olivier un total de 383 D.500 y sus derivados.

## Diseño
El Dewoitine D.500 era un monoplano en voladizo de ala baja de construcción totalmente metálica.  Presentaba un fuselaje afilado, completo con una sección de morro aerodinámica que albergaba el motor V12 Hispano-Suiza 12Xbrs refrigerado por líquido capaz de generar hasta 650 hp. Un radiador de un volumen relativamente grande estaba ubicado debajo del fuselaje y fue diseñado para presentar el área frontal más pequeña posible y al mismo tiempo cumplir con los requisitos de refrigeración del motor. La cabina del D.500 estaba ubicada directamente encima del borde de salida del ala. El piloto contaba con un asiento ajustable verticalmente, que puede elevarse en vuelo para mejorar la visibilidad durante el aterrizaje; estaba equipada con aparatos de oxígeno y un equipo de radio para la comunicación.  La palanca de control estaba conectada a los alerones del avión mediante una transmisión de varilla a las bocinas presentes en la superficie del ala superior. Las superficies de control del D.500 eran relativamente pequeñas como resultado del rendimiento de alta velocidad del avión.
El D.500 tenía un fuselaje monocasco de sección ovoidal, cuya estructura constaba de cinco mamparos principales y ocho falsos que estaban conectados entre sí por cuatro largueros y largueros intermedios; estos reforzaron el revestimiento de chapa metálica, que estaba remachado a la estructura. El poste de popa era integral con el fuselaje, mientras que el soporte del motor, que comprendía un marco oblicuo, estaba directamente atornillado a los soportes de fijación del cárter. El estabilizador ajustable del avión estaba articulado alrededor de su larguero delantero, mientras que puntales rígidos se conectaban a ambos lados de la parte inferior del fuselaje para proporcionar rigidez transversal. El tren de aterrizaje fijo con patín de cola, tenía ruedas sin eje, con frenos neumáticos montados en un par de puntales en V unidos a los largueros inferiores del fuselaje que recordaba mucho el de la serie D.37. Las tensiones verticales del tren de aterrizaje eran absorbidas por un puntal oleoneumático atornillado al larguero único del ala central e integral con el fuselaje.
La ala voladiza, totalmente metálica, elíptica y de implantación baja, con una relación de aspecto de 8,9. tenía una cuerda relativamente pequeña y contenía solo un mástil, similar al monomotor para records Dewoitine D.33 . La resistencia del ala procedía de su larguero, que estaba formado por un par de redes verticales de chapa de metal que se conectan con las alas, que a su vez están remachadas a los arcos de nervadura de chapa plana de la cubierta de chapa. El ala tenía un espesor de 0,30 cm  en la raíz, ahusándose gradualmente hacia sus puntas redondeadas. Los alerones equilibrados se extendían a lo largo de todo el tramo, excepto cerca del fuselaje, donde se redujeron para proporcionar una mayor visibilidad hacia abajo para el piloto.  La superficie inferior del ala se encontraba a sólo 1,5 m sobre el suelo, lo que generó un efecto suelo beneficioso para reducir significativamente las velocidades de aterrizaje. Los tanques de combustible del avión, que estaban ubicados en la parte central del ala a cada lado del eje de simetría, podían aislarse por separado mediante una llave de paso de múltiples vías.

## Historial operativo
Los D.500 y D.501 entraron en servicio en julio de 1935, mientras que el modelo posterior D.510 lo hizo en octubre de 1936. Ambos modelos entraron en servicio tanto con el Ejército del Aire Francés como con la Aviation navale. El tipo fue operado como el principal avión de caza del Armée de l'Air, a pesar de que pronto se consideró obsoleto debido a los rápidos avances en la tecnología de combate que se introdujeron a finales de la década de 1930, manteniéndose como cazas de primera línea hasta llegada del Morane-Saulnier M.S.406 en 1939. En su momento, el Ejército del Aire francés contaba con un parque de 98 cazas D.500, seguidos de 130 del modelo D.501 y 88 de la serie D.510; la armada francesa adquirió 30 D.501.
Al comienzo de la Segunda Guerra Mundial muchos D.510 todavía seguían operativos en varias escuadrillas de segunda línea y en el Norte de África, y los modelos 500/501 habían sido relegados a escuadrones regionales de entrenamiento y defensa.
Al comienzo de las hostilidades, un número significativo de D.510 todavía operaban con tres Groupes de Chasse (GC), con base en Francia los GC II/1 y GC I/8, dos Escadrilles Régionale de Chasse en el norte de África y dos Escadrilles de la Aéronautique Navale .  El tipo normalmente tenía la tarea de la defensa aérea de áreas detrás de la línea del frente, como ciudades y áreas industriales. Durante noviembre de 1939, en el Protectorado francés de Marruecos, se activó una única escuadrilla de D.510 (ERC 571) a pesar de que estos aviones carecían de cañones. Durante mayo de 1940, esta escuadrilla se fusionó con la ERC 573 para formar el GC III/4. Este grupo se disolvió a finales de agosto de 1940. En Dakar, un grupo designado GC I/6 permaneció en servicio hasta que sus aviones fueron reemplazados por Curtiss H-75 a finales de 1941.
Los aviones que se enfrentaron con la Luftwaffe en mayo de 1940 sufrieron cuantiosas pérdidas, sobre todo, a manos de los Messerschmitt Me 109. La fuerza aérea de la Francia de Vichy todavía mantendría en servicio algunos D.501 hasta su definitiva sustitución.

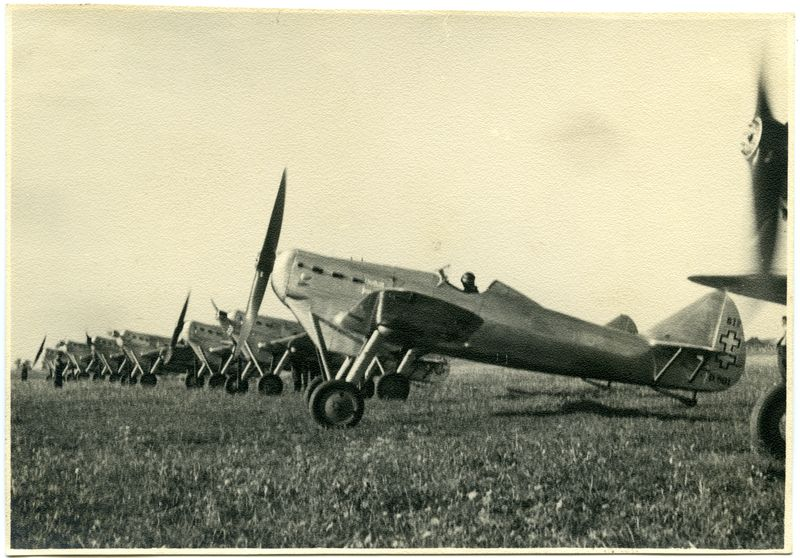
Dewoitine D.501L de la Fuerza Aérea Militar Lituana. julio de 1938

Lituania también adquirió catorce ejemplares para su Fuerza Aérea Militar. Según indican algunas fuentes, "varios" o todos los  D.501L lituanos fueron vendidos a la República Española, combatiendo con las Fuerzas Aéreas de la República Española ".
Algunas fuentes indican que los catorce D.501 (llamados D.501L), vendidos originalmente a Lituania y, dos D.510, aparentemente destinados al Reino del Hiyaz , entraron en servicio con las fuerzas republicanas durante la Guerra Civil Española, llegando en algún momento a mediados de 1936. Cuando ciertas esferas del gobierno francés se enteraron de la entrega de los dos D.510, exigió la devolución de los moteur canon Hispano-Suiza 12Ycrs al considerarlos de diseño secreto. Como resultado de esta solicitud, estos aviones fueron almacenados y remotorizados meses más tarde con motores rusos Klimov M-100 (una copia con licencia del 12Ybrs construido por los soviéticos) de un bombardero Tupolev SB-2 . y armados con ametralladoras soviéticas PV-1 .  Durante el conflicto, los dos D.510 fueron asignados al 71º Grupo de Defensa Costera. Según los informes, ninguno de los dos se enfrentó a ningún caza enemigo. Durante 1938, un avión sufrió daños irreparables durante el aterrizaje, mientras que el otro fue destruido en una pista durante un bombardeo de la Legión Cóndor.
En 1934 el gobierno turco se interesó por el D.510, solicitando siete ejemplares conocidos como D.510T; sin embargo, estos aviones fueron rechazados en 1935 por los turcos, los cuales posiblemente serían los siete ejemplares más tarde enviados a España y confundidos por algunas fuentes con los lituanos.
Lo fueran o no, estos ejemplares fueron incorporados bajo la denominación D.510TH. Hacia 1937, los aparatos supervivientes se encontraban adscritos a la escuadrilla de Defensa de costas, en el Grupo 71,  donde al parecer consiguieron el derribo de un Heinkel He 59 .
Una veintena de D.510C fueron enviados a la República de China entre 1938 y 1939, entrando en combate contra los japoneses durante la segunda guerra sino-japonesa.
En junio de 1938, la Fuerza Aérea Nacionalista de China estableció el 41.er PS, Escuadrón de Voluntarios Franceses en las bases aéreas de Kunming Wujiaba y  Qingyunpu . Los pilotos voluntarios franceses participaron en algunos enfrentamientos de combate contra los ataques japoneses mientras volaban tanto en Curtiss Hawk III (Model 68) como en D.510 que estaban haciendo demostraciones para obtener adquisiciones chinas, pero solo sufrieron pérdidas, incluido un piloto muerto en acción contra los cazas navales japoneses Mitsubishi A5M el cual, resultó ser un adversario demasiado difícil y condujo a la disolución del 41.er PS en octubre de 1938. Los 18 cazas D.510 que quedaron en China fueron reasignados al 17º Escuadrón de Cazas de la Fuerza Aérea Nacionalista China, 5º Grupo de Cazas, estacionado en la provincia de Sichuan y enfrentándose a los japoneses en una campaña de guerra aérea principalmente defensiva durante la Batalla de Chongqing-Chengdu . Los franceses también enviaron dos D.510 a Japón para su evaluación por parte de la Armada Imperial Japonesa; sin embargo, encontraron que las prestaciones del A5M eran superiores y no realizaron ningún pedido.

## Versiones

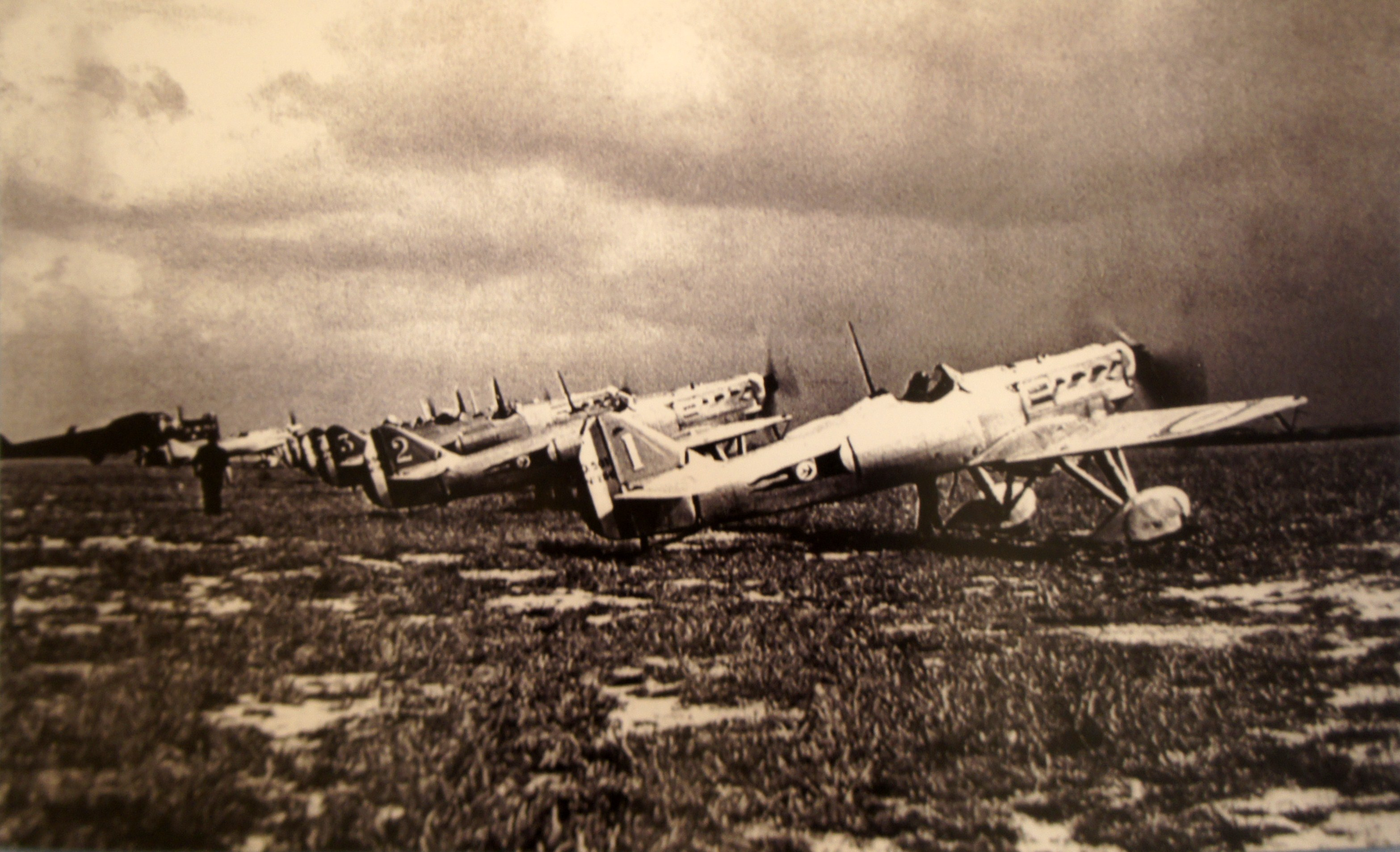
Cazas Dewoitine estacionados en tierra, 1938

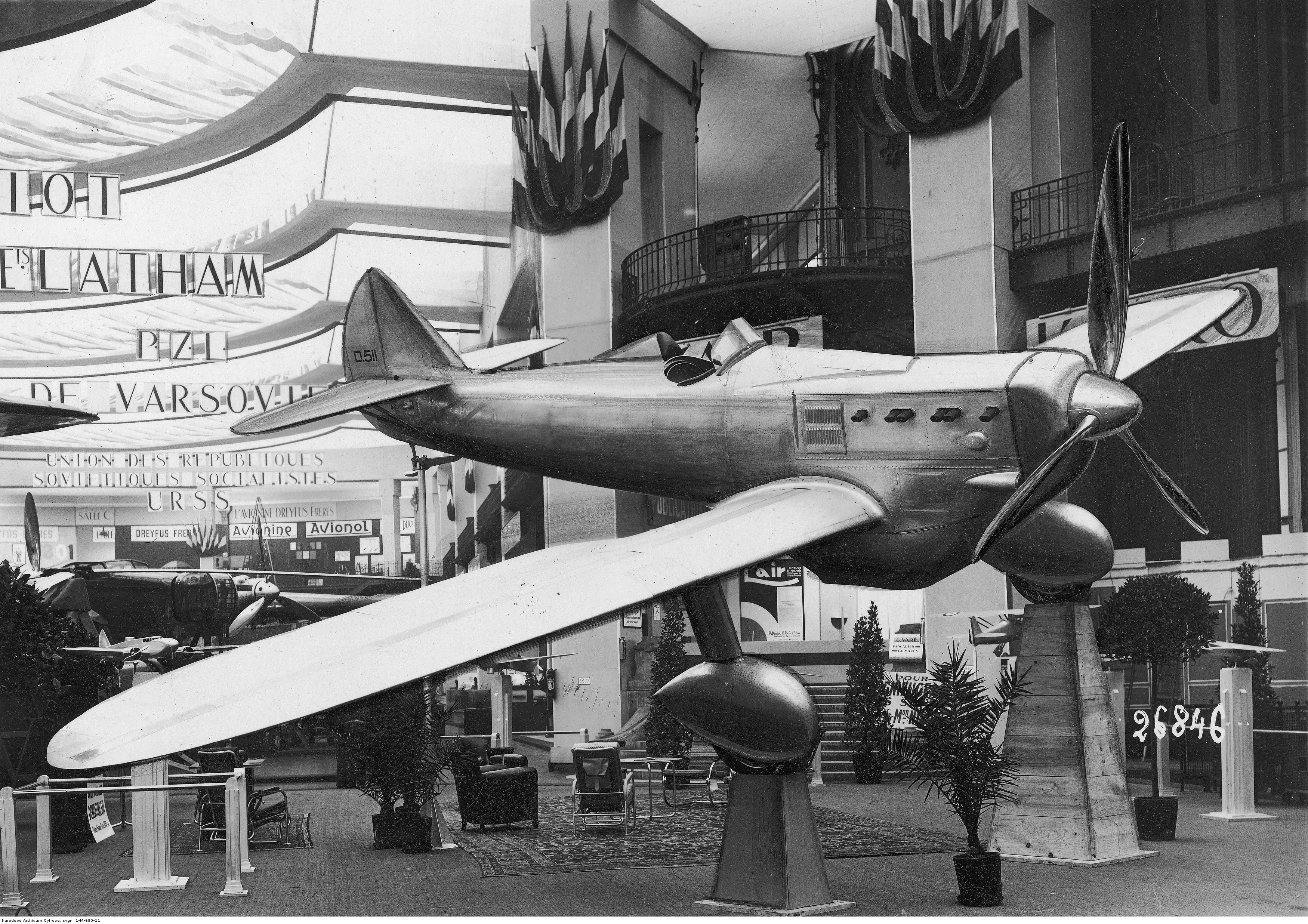
Prototipo Dewoitine D.511 en el Salon de l'aviation, París 1934

D.500.01
Primer prototipo.
D.500
Primer modelo de producción equipado con un motor Hispano-Suiza 12Xbrs, modelo 1934 de 690 hp. Armado con dos ametralladoras Vickers de 7,70 mm o dos Darne cal. 7,5 mm en el morro, y previsión de otras dos Darne adicionales en las alas; construidos 101 aparatos.
D.501
Remotorizado D.500 con un motor Hispano-Suiza 12Xcrs, de 690 hp; estaba armado con un cañón automático Hispano-Suiza HS.404 cal. 20 mm situado entre los cilindros del motor y con dos ametralladoras montadas en las alas. Construidos 157 aparatos.
D.503
Único prototipo del D.511 propulsado con un Hispano-Suiza 12Xcrs, aunque mantenía el mismo armamento que el D.501. Su primer vuelo fue el 15 de abril de 1935, aunque se consideró de menores prestaciones que el D.501. El aparato incorporaba las innovaciones personales ideadas por el antiguo as René Fonck.
D.510
D.501 propulsado por un motor Hispano-Suiza 12Ycrs, de 860 hp y armado con un cañón Hispano cal. 20 mm y dos ametralladoras MAC 1934 cal. 7,5 mm montadas en las alas. Tras su primer vuelo el 14 de agosto de 1934 entró en producción. 120 aparatos.
D.511
Prototipo que aunque utilizaba el fuselaje del D.500, tenía alas de menor envergadura, un tren de aterrizaje cantilever y un motor 12Ycrs. Un único prototipo fue construido y fue expuesto en el Salon de l'aviation de 1934 aunque nunca llegó a volar y fue reconvertido en el D.503.
AXD1
Modelo de un D.510 suministrado en 1935 al Servicio Aéreo de la Armada Imperial Japonesa para pruebas técnicas.

## Operadores
China

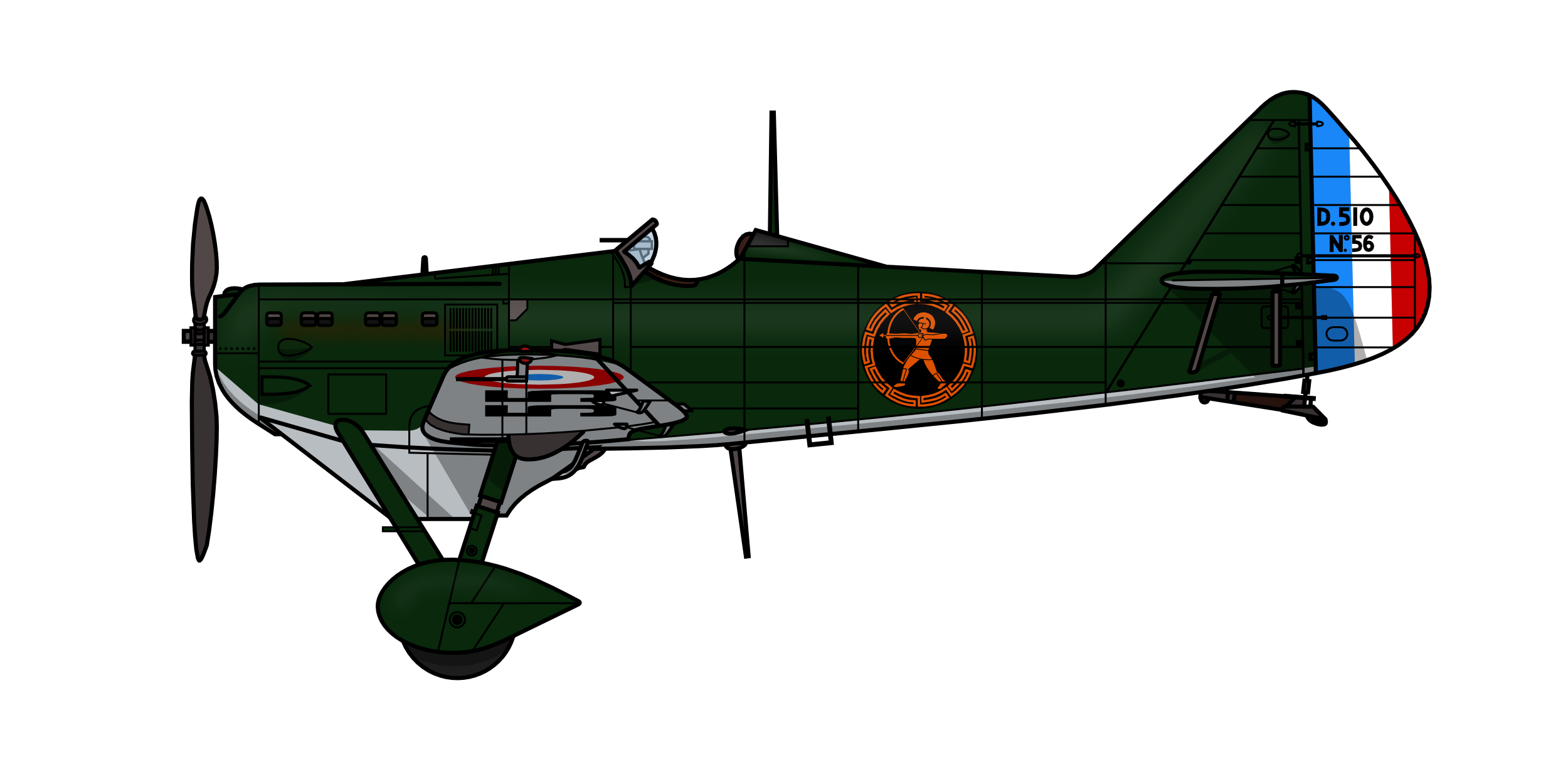
D.510 del Armée de l'Air

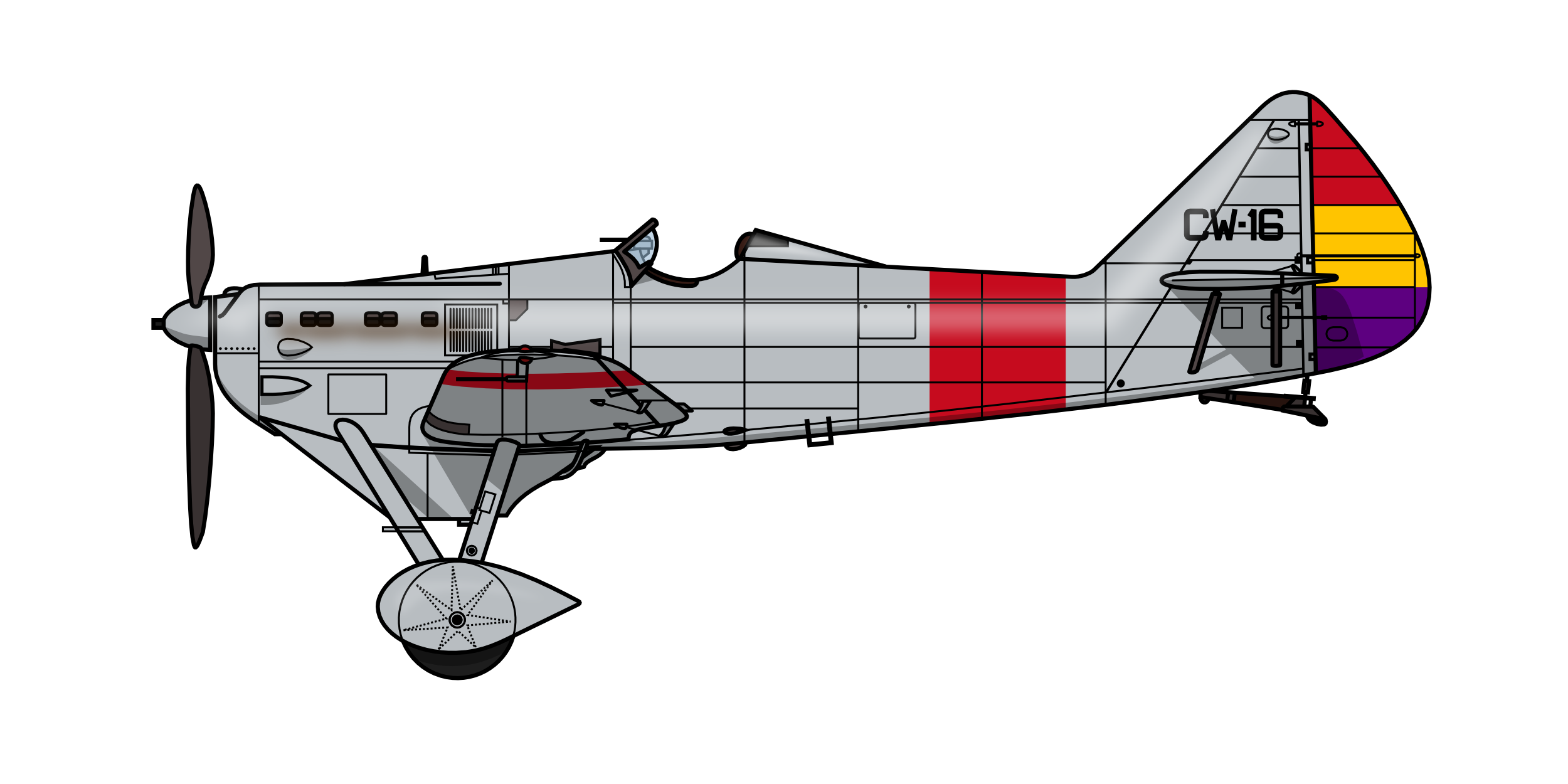
D.510 de las FARE durante la Guerra Civil Española

- Fuerza Aérea de la República de China - 24 D.510C

 Francia
- Armée de l'Air
- Aviation navale

 Francia de Vichy
- Ejército del Aire Francés de Vichy (Armée de l'Air de l'Armistice)

 Japón
- Servicio Aéreo de la Armada Imperial Japonesa - 2 D.510J designados como AXD

 Lituania
- Fuerza Aérea Militar Lituana - 14 D.501L

 Polonia
- Fuerzas aéreas polacas en el exilio

 Reino Unido
- Royal Air Force - Un 510A para evaluación

 República Española
- Fuerzas Aéreas de la República Española (FARE) - 2 D.510 y 7 D.501 en la Escuadrilla España

 Unión Soviética
- Fuerza Aérea Soviética - 1 D.510R para evaluación

 Venezuela
- Fuerza Aérea Venezolana - 3 D.500V

## Especificaciones técnicas (D.501)
Referencia datos: 

### Características generales
- Tripulación: 1
- Longitud: 7,6 m (24,8 ft)
- Envergadura: 12,1 m (39,7 ft)
- Altura: 2,7 m (8,9 ft)
- Superficie alar: 16,50 m²
- Peso vacío: 1287 kg (2836,5 lb)
- Peso máximo al despegue: 1787 kg (3938,5 lb)
- Planta motriz: 1× Lineal V12 Hispano-Suiza 12Ycrs.
  - Potencia: 625 kW (862 HP; 850 CV)
- Hélices: tripala metálica Ratier

### Rendimiento
- Velocidad nunca excedida (Vne): 335 km/h a 2000 m
- Velocidad crucero (Vc): 225 km/h
- Alcance: 870 km
- Alcance en combate: km
- Alcance en ferry: km
- Techo de vuelo: 10200 m
- Régimen de ascenso: 1000 m en 1 min 20"
- Carga alar: 117 kg/m² (24 lb/ft²)

### Armamento
- Armas de proyectiles: 3